# Оберзёхеринг
Оберзёхеринг (нем. Obersöchering) — община в Германии, в земле Бавария. 
Подчиняется административному округу Верхняя Бавария. Входит в состав района Вайльхайм-Шонгау. Подчиняется управлению Хабах.  Население составляет 1553 человека (на 31 декабря 2010 года). Занимает площадь 24,27 км².